# Poule d'Estaires
Pour les articles homonymes, voir Estaires.
L'estaires [etɛʁ] est une race de poule domestique originaire du Nord de la France.

## Description
L' estaires est une volaille forte et vigoureuse, assez basse sur pattes aux tarses légèrement emplumés. 

## Origine
Aux alentours de la ville d’Estaires dans la région Nord-Pas-de-Calais.

### Standard
- Masse idéale : coq : 3,5 à 5 kg ; poule : 2,5 à 3,5 kg
- Crête : simple
- Oreillons : rouges
- Couleur des yeux : rouge orangé
- Couleur de la peau : blanche
- Couleur des tarses : noir
- Variétés de plumage : noir, noir à camail doré, noir à camail argenté.
- Œufs à couver : min. 55 g, coquille crème
- Diamètre des bagues : coq : 22 mm ; poule : 20 mm

## Club officiel
Cette section est promotionnelle ou publicitaire (mars 2022). Considérez son contenu avec précaution et/ou discutez-en.
Le Palgalli Estaires Club a pour but, l'organisation, la coordination, la défense des intérêts généraux et moraux des éleveurs des races d’Estaires (canard, volaille) propager, perfectionner et d’encourager l’élevage de ces races.
https://palgalli-estaires-club.business.site/

## Sources
- Le Standard officiel des volailles (Poules, oies, dindons, canards et pintades), édité par la Société centrale d'aviculture de France.